# Asociación Paralímpica Nacional de Uzbekistán
La Asociación Paralímpica Nacional de Uzbekistán es el comité paralímpico nacional que representa a Uzbekistán. Esta organización es la responsable de las actividades deportivas paralímpicas en el país. Es miembro del Comité Paralímpico Internacional y del Comité Paralímpico Asiático.